# پترولیا (تگزاس)
پترولیا، تگزاس (به انگلیسی: Petrolia, Texas) یک شهر در ایالات متحده آمریکا با جمعیت ۷۸۲ نفر است که در تگزاس واقع شده‌است.

## موقعیت جغرافیایی
موقعیت جغرافیایی شهرها و مناطق اطراف به شرح زیر است: